# NCT 127 Road to Japan
『NCT 127 Road to Japan』（エヌシーティー イチニナナ ロード トゥー ジャパン）は2017年12月10日よりABEMAで配信されていたバラエティ番組。韓国の男性アイドルグループNCT 127の日本での初のレギュラー番組。

## 概要
2018年春に日本デビューを控えた韓国の男性アイドルグループNCT 127に密着した番組。
第1弾は「NCT 127が日本でやってみたいこと」を何でも叶えるおもてなし企画。よゐことザブングルの4人とともに、若者文化を知るチームと昔ながらの文化を知るチームの2班に分かれ日本を散策する。
第2弾では全編韓国ソウルロケを通じて、NCT 127の過去・現在・未来をテーマにしたトークや、グループのルーツ、メンバー同士しか分からない各メンバーのパーソナルな部分に迫る。

## 出演者

### 第1弾
- NCT 127
- 加藤歩（ザブングル）
- 松尾陽介（ザブングル）
- 濱口優（よゐこ）
- 有野晋哉（よゐこ）

### 第2弾
- NCT 127
- 松尾陽介（ザブングル）- MC
- 加藤歩（ザブングル）- エピソード5、6に登場
- 有野晋哉（よゐこ）- エピソード5、6に登場

## 放送内容

### チーム分け
- 濱口・松尾チーム（テヨン、ヘチャン、ジェヒョン、ドヨン）

- 有野・加藤チーム（ジャニー、マーク、ウィンウィン、ユウタ、テイル）

### 第1弾
| # | 配信日         | メンバーの要望                                                               | 内容                                                                         | チーム           |
| - | -------------- | ---------------------------------------------------------------------------- | ---------------------------------------------------------------------------- | ---------------- |
| 1 | 2017年12月10日 | 「原宿でクレープが食べたい」                                                 | アイスクリームを食べる                                                       | 濱口・松尾チーム |
| 1 | 2017年12月10日 | 「月島でもんじゃ焼きが食べたい」                                             | 焼き肉を食べる                                                               | 有野・加藤チーム |
| 2 | 2017年12月24日 | 「原宿の竹下通りを歩きたい」                                                 | 賑わう竹下通りを歩く                                                         | 濱口・松尾チーム |
| 2 | 2017年12月24日 | 「月島でもんじゃ焼きが食べたい」                                             | もんじゃ焼き作りに挑戦                                                       | 有野・加藤チーム |
| 3 | 2018年1月18日  | 「築地で寿司が食べたい」                                                     | わさび寿司ロシアンルーレット                                                 | 濱口・松尾チーム |
| 3 | 2018年1月18日  | 「代官山でオリジナル香水を作りたい」                                         | 代官山でオリジナル香水作りに挑戦                                             | 濱口・松尾チーム |
| 3 | 2018年1月18日  | 「浅草で日本ならではのモノが買いたい」                                       | 浅草でオリジナル下駄作りに挑戦                                               | 有野・加藤チーム |
| 4 | 2018年1月28日  | 東京湾のナイトクルージングを体験・メンバーが撮ったオフショットで旅の振り返り | 東京湾のナイトクルージングを体験・メンバーが撮ったオフショットで旅の振り返り | 合流チーム       |

### 第2弾
| # | 配信日        | 内容 |
| - | ------------- | --- |
| 1 | 2018年2月18日 | - 聖地ツアー（SMTOWN THEATRE） - 練習室での思い出 - メンバーとの出会い - ソウル弘大で思い出旅（テイル、ジャニー、ユウタ、ヘチャン） |
| 2 | 2018年3月4日  | - 小さい頃の思い出 - 練習生時代の秘蔵映像 - メンバーの特技 - ソウル弘大で思い出旅（テイル、ジャニー、ユウタ、ヘチャン）             |
| 3 | 2018年3月18日 | - 寮での生活 - メンバーの毎日の習慣 - 北村韓屋村で思い出旅（テイル、ジャニー、ユウタ、ヘチャン）                                    |
| 4 | 2018年4月1日  | - 日本の思い出 - 日本デビューの意気込み - 北村韓屋村・江南で思い出旅（テイル、ジャニー、ユウタ、ヘチャン）                          |
| 5 | 2018年4月15日 | - バスケ対決 - アーティストを目指したきっかけ - メンバーの第一印象 - NCT 127の活動で印象的なこと - 子供の頃の様子                   |
| 6 | 2018年4月29日 | - PK対決 - 室内アスレチック競争 - NCT 127の未来                                                                                     |